# Morte di san Francesco
La Morte di san Francesco è la ventesima delle ventotto scene del ciclo di affreschi delle Storie di san Francesco della Basilica superiore di Assisi, attribuito a Giotto. Fu dipinta verosimilmente tra il 1295 e il 1299 e misura 230x270 cm.

## Descrizione e stile
Questo episodio appartiene alla serie della Legenda maior (XIV) di san Francesco: "Come, nel momento del trapasso del beato Francesco, un frate vide l'anima sua salire al cielo sotto forma di stella fulgidissima." 
La scena è una vera e propria apoteosi, organizzata per fasce orizzontali: i frati disperati accanto al corpo del Santo, gli ecclesiastici che celebrano il funerale (con le vesti chiare che risaltano), e gli angeli in cielo che reggono un clipeo con san Francesco che si trova già in paradiso. Le espressive attitudini dei fraticelli raccolti attorno a Francesco, accovacciati in pianto o in preghiera, vennero adattate dal tema del Compianto sul Cristo morto e riproposte da Giotto in altre opere tra cui le pitture della Cappella Bardi, facendo ampiamente scuola, ancora per tutto il Rinascimento. 
Tra le ultime novità che riguardano questo affresco c'è quella che il 6 ottobre 2011 è stato scoperto il volto di un demone messo di profilo in mezzo alle nuvole, vicino all'angelo vestito di bianco, alla destra di Dio. Giotto, disegnandolo, ha probabilmente voluto far capire che i demoni non vedranno mai né Dio, né tutti i santi, perché sono ricoperti dai peccati, rappresentati dalle nuvole, e perché si trovano nell'inferno per l'eternità.
A partire da questa scena si registra una rottura nello stile degli affreschi che è stata interpretata con la partenza del capobottega, magari chiamato a Roma. Secondo Bruno Zanardi e Federico Zeri il modo di trattare gli incarnati dimostrerebbe, in questa come in altre scene, la presenza di una maestro diverso da Giotto, che essi indicano nel romano Pietro Cavallini.